# کلاودیو تریونفی
کلاودیو تریونفی (ایتالیایی: Claudio Trionfi؛ زادهٔ ۱۵ اکتبر ۱۹۴۲) بازیگر اهل ایتالیا است.
از فیلم‌هایی که وی در آن نقش داشته‌است، می‌توان به آن روز نفرین‌شدهٔ تسویه‌حساب، ایزدمار، دورو، مجازات مرگ، بانوی آزادی، بیست هزار دلار برای هفت نفر و هرج‌ومرج بزرگ اشاره کرد.